# پاتریک گلگر (هنرپیشه)
پاتریک گلگر (انگلیسی: Patrick Gallagher؛ زادهٔ ۲۱ فوریهٔ ۱۹۶۸) یک هنرپیشه اهل کانادا است.
از فیلم‌ها یا برنامه‌های تلویزیونی که وی در آن نقش داشته است می‌توان به شب در موزه، شب در موزه: نبرد اسمیتسونین و ماجراهای کریسمس ۲ اشاره کرد.